# Luca Pignatelli
Luca Pignatelli (* 22. Juni 1962 in Mailand) ist ein italienischer Künstler.

## Leben
Luca Pignatelli wurde 1962 in Mailand geboren, wo er derzeit in einem Heimstudio lebt und arbeitet, zu dem er ein ehemaliges Industriegebäude umgestaltet hat.
Seine Arbeit konzentriert sich auf einen ständigen Prozess des Sammelns, Wiederherstellens und Ausarbeitens von Geschichte und Kunst. So kombiniert und überarbeitet er ständig sein ikonografisches Bilderarchiv. Die aus diesem Prozess hervorgegangenen Bilder Pignatellis sind sowohl abstrakt als auch figurativ Art und zeigen antike wie zeitgenössische Objekte und Szenen. Sein Archiv bezeichnet die Kunstkritik als „Theater der Erinnerung“.
Die künstlerische Tätigkeit Pignatellis begann im Jahr 1987, und seither hat er eine Vielzahl von Bildern in Mischtechnik erstellt. Sie kombinieren berühmte römische und griechische Statuen, darunter klassische Götterköpfe von Aphrodite und Artemis, mythologische Helden und römische Kaiser, aber auch Skylines von New Yorker Wolkenkratzern, Renaissance-Plätze oder Alpenlandschaften. Daneben finden sich „Ikonen“ der Moderne wie Flugzeuge, Ozeandampfer oder Dampfzüge.
Pignatellis Werk ist gekennzeichnet durch die Verwendung von gebrauchten Eisenbahnplanen, Hölzern, Papieren, Metallen und Teppichen. Diese vielfältigen und wiedergewonnenen Materialien bearbeitet der Künstler durch Risse, Schnitte und Nähte neu. Seine Fantasie speist sich aus meist antiken, aber auch späteren Kunstwerken, der Natur und der Verbindung zwischen den Konzepten Zeit und Geschichte. Während seine ersten Werke die Wahrnehmung einer sich ankündigenden Bedrohung vermitteln, also stille Momente, die einer Katastrophe vorausgehen, ist sein späteres Werk oft durch einen Sinn für Universalität und eine komplexere historische Reflexion geprägt.
Seit den 1980er Jahren wurden seine Arbeiten in Italien und international in Museen ausgestellt und zeigen großformatige Gemälde und ortsspezifische Installationen. Zu seinen bedeutendsten Ausstellungen zählen 2009 die Einzelausstellung Atlantis im Musée d’Art Moderne et d’Art Contemporain in Nizza und die Teilnahme am italienischen Pavillon auf der 53. Biennale von Venedig. Im Jahr 2011 wurden seine Werke in Rom im Istituto Nazionale per la Grafica ausgestellt.
Im Jahr 2014 veranstaltete das Capodimonte-Museum in Neapel eine Ausstellung mit dem Titel Luca Pignatelli. Die Uffizien in Florenz beherbergten 2015 Migranten im Vasarikorridor. Im Jahr 2019 veranstaltete das Bardini Museum in Florenz Senza Data, eine Ausstellung, die speziell für die Räume des Museums konzipiert wurde. 2024 zeigt die Glyptothek in München ausgewählte Werke unter dem Titel Muse, womit erstmalig Werke von Luca Pignatelli in Deutschland zu sehen waren, gemeinsam mit Meisterwerken der antiken Marmorskulptur.

## Ausstellungen (Auswahl)

### Einzelausstellungen
- 1991: Leighton House Museum, London[8]
- 2007: Luca Pignatelli. Paintings, Teatro India, Rom
- 2008: Luca Pignatelli, Archäologisches Nationalmuseum Neapel[9]
- 2009: Atlantis, MAMAC, Musée d’Art Moderne et d’Art Contemporain, Nizza
- 2011: Icons Unplugged, Istituto Nazionale della Grafica, Rom[10]
- 2014: Luca Pignatelli, Museo di Capodimonte, Neapel[11]
- 2015: Luca Pignatelli. Blue Note, GAM – Galleria d’arte moderna e contemporanea, Turin[12]
- 2015: Migranti, Galleria degli Uffizi, Florenz[7]
- 2017: Luca Pignatelli. Persepoli, Teatro La Fenice, Venedig
- 2017: Luca Pignatelli, Fondazione Giorgio Conti (Palazzo Cucchiari), Carrara
- 2018: Luca Pignatelli. Recent Works, Galleria Senesi Contemporanea, London[13]
- 2019: In un luogo dove gli opposti stanno, Galleria Poggiali, Florenz
- 2019: Luca Pignatelli. Senza Data, Museo Stefano Bardini, Florenz[14]
- 2022: Luca Pignatelli, MEF – Museo Ettore Fico, Turin[15]
- 2024: Muse. Luca Pignatelli in der Glyptothek, Glyptothek München[2]

### Sammelausstellungen
- 1996: Ultime generazioni, XII Quadriennale d’Arte di Roma, Palazzo delle Esposizioni, Rom
- 1997: Tokyo Travelling Exhibition, International Forum, Tokyo
- 2007: Opere scelte, MACRO Museum, Rom
- 2010: Coexistence, The Jerusalem Foundation, Museo MAXXI, Rom
- 2014: Fuoco nero. Materia e struttura dopo Burri, Palazzo della Pilotta, Parma
- 2015: Imago Mundi – Contemporary Artist from Italy, Cini Foundation (Venedig) und Sandretto Re Rebaudengo (Turin)
- 2017: Arte contro la corruzione, Casa Testori Associazione Culturale, Novate Milanese
- 2018: Mediterraneo lo specchio dell’altro, Palazzo Reale, Mailand
- 2021: Scenes of New York City: The Elie and Sarah Hirschfeld Collection, New York Historical Society Museum, New York